# Jacqueline Thériault
Jacqueline Thériault  (né en 1931 à Rimouski) est docteur en sciences de l'éducation de l'Université Laval et professeure émérite du département des sciences de l'éducation de l'Université du Québec à Chicoutimi (UQAC).
Spécialiste du jeu, de l'éveil à la lecture et à l'écriture chez le jeune enfant, elle a activement contribué par sa recherche, par ses nombreuses conférences et par ses publications à la compréhension de la place de la littératie et du jeu symbolique dans le développement de l'enfant au préscolaire.

## Biographie
Au début de sa carrière, Jacqueline Thériault, diplômée de l'École Normale des Ursulines de Rimouski, enseigne à la Commission scolaire durant quatre ans. Après des études à l'Institut pédagogique de Montréal, elle ouvre, en 1953, une classe maternelle privée à une époque où les commissions scolaires n'offraient des services qu'à partir de la première année du primaire. Elle obtient par la suite un baccalauréat en pédagogie, une licence en administration scolaire, une maitrise et un doctorat en éducation.
À la suite du rapport Parent, qui créa le Ministère de l'Éducation du Québec, elle fut nommée membre du premier Conseil supérieur de l'éducation, organisme consultatif du ministère. Elle contribua, par la suite, à la création du CÉGEP de Rimouski et fut membre du comité fondateur de l'Université du Québec à Rimouski (UQAR).
En 1968, elle déménage à Chicoutimi et, à la demande du Service Social de cette ville, dirige une nouvelle structure éducative, Les Centres familiaux de Chicoutimi, qui deviennent responsables des enfants vivant jusque-là dans des orphelinats. Par la suite, elle se joint à l'équipe fondatrice de l'Université du Québec à Chicoutimi et devient professeure au département des sciences de l'Éducation de l'UQAC, à la formation des enseignants pour l'éducation préscolaire et primaire.
Jacqueline Thériault a œuvré pendant plus de 25 ans à l'intérieur du volet canadien de l'Organisation Mondiale pour l'Enseignement Préscolaire (OMEP). Elle occupa le poste de présidente nationale de cet organisme de 1996 à 2006. En 2008, lors du Séminaire mondial de l'OMEP, qui se tenait dans la ville de Québec sous le thème Nourrir la paix avec les enfants, l'OMEP reconnaissant sa contribution à la vie et au développement d'OMEP-Canada et la nommait Membre honoraire à vie de cette organisation mondiale. En 2006, l'Association canadienne pour les Nations unies lui décernait le titre de Citoyenne du Monde pour souligner le travail international accompli dans le projet Une ludothèque pour Toi dans cinq pays d'Amérique latine soit le Honduras, la Colombie, le Brésil, le Mexique et le Panama. Elle a piloté avec OMEP-Canada ce même type de projet d'implantation de ludothèques dans des lieux défavorisés en Haïti et au Rwanda.
Membre de l'Association d'Éducation Préscolaire du Québec (AÉPQ), Jacqueline Thériault devenait récipiendaire en 1999 du prix Monique Vaillancourt-Antipa. Ce prix est remis annuellement à un pédagogue qui contribue de façon exceptionnelle à l'éducation des enfants du préscolaire.